# Elbcampus

Logo des Elbcampus

Der Elbcampus ist das Bildungs- und Kompetenzzentrum der Handwerkskammer Hamburg. Er wurde im Jahr 2008 eröffnet und umfasst die Bildungseinrichtungen der Handwerkskammer Hamburg, die Berufsakademie Hamburg, die Akademie für Zahntechnik der Handwerkskammer Hamburg (AZHH), die Schweißtechnische Lehr- und Versuchsanstalt Nord (SLV Nord) und die Schulungszentren der Bäcker-Innung Hamburg, der Landesinnung der Gebäudereiniger Hamburg/Mecklenburg-Vorpommern und der Maler- und Lackierer-Innung Hamburg. Daneben haben das Zentrum für Energie-, Wasser- und Umwelttechnik (ZEWU) und das EnergieBauZentrum mit ihren Beratungsangeboten ihren Sitz im Elbcampus. Der Elbcampus befindet sich in einer Seitenstraße der Schlachthofstraße im Stadtteil Neuland, der zum Hamburger Bezirk Harburg gehört.
Am Elbcampus werden berufliche Aus- und Weiterbildung, Bildungsberatung, Beratung in Umwelt- und Klimaschutzfragen, in energiesparendem Bauen und dem Einsatz erneuerbarer Energien angeboten.

## Angebote

### Berufliche Aus- und Weiterbildung
Der Elbcampus bietet berufliche Weiterbildung in den Bereichen Bau und Gebäudetechnik, CAD – Computer Aided Design, Friseurhandwerk, Gesundheitswesen und Arbeitsschutz, Hydraulik und Pneumatik, IT im Büro, Kaufmännische Weiterbildung, Kunststofftechnik, Meistervorbereitung, Metall, Schweißtechnik, Umwelttechnik und Zahntechnik.
Die Weiterbildungen werden überwiegend in Form von Präsenzunterricht durchgeführt. Im Bildungszentrum können dafür ca. 500 Plätze in Seminarräumen genutzt werden. Für die Praxisanteile stehen Werkstätten für die Bereiche Heizungstechnik, Kältetechnik, Metall, CNC, Schweißen, Kunststoffschweißen und Friseurhandwerk sowie Zahntechnik-Labore, Werkstoffprüflabore und ein Wasserlabor zur Verfügung.
Die Bäcker-Innung Hamburg, die Landesinnung der Gebäudereiniger Nordost und die Maler- und Lackierer-Innung Hamburg sind auf dem Elbcampus mit eigenen Lehrwerkstätten für die berufliche Erstausbildung und Fortbildung vertreten.

### Bildungsberatung
Der Elbcampus bietet Privatpersonen, Unternehmen und Institutionen Beratung zur beruflichen Weiterbildung. Die Beratungen werden persönlich und telefonisch durchgeführt. Neben inhaltlichen Aspekten der Aus- und Weiterbildungsangebote berät das Bildungszentrum zu finanziellen Fördermöglichkeiten und zu Prüfungsabschlüssen.
Die Geschäftsstelle AFBG der Handwerkskammer Hamburg hat ihren Sitz im Elbcampus. Sie berät und bearbeitet im Auftrag der Stadt Hamburg die Anträge von Personen mit Wohnsitz in Hamburg. Das Aufstiegsfortbildungsförderungsgesetz (AFBG) verfolgt die Ziele, Teilnehmer an Maßnahmen der beruflichen Aufstiegsfortbildung finanziell zu unterstützen und sie zu Existenzgründungen zu ermuntern. Die Förderung, das sogenannte Meister-BAföG, ist an bestimmte persönliche, qualitative und zeitliche Anforderungen geknüpft.
Des Weiteren hat die Geschäftsstelle der Meisterprüfungsausschüsse / Fortbildungsprüfungswesen der Handwerkskammer Hamburg ihren Sitz im Elbcampus. Die Geschäftsstelle ist zuständig für die Abwicklung von Meisterprüfungen in zurzeit 60 Handwerksberufen und Fortbildungsprüfungen im Handwerk. Sie organisiert die Meister- und Fortbildungsprüfungen und betreut die Prüfungsausschüsse. Sie ist Dienstleistungszentrum für Prüflinge, Schulungsstätten und Prüfungsausschüsse.

### Beratung in Umwelt-, Klimaschutz- und Baufragen
Das im Jahr 1985 von der Handwerkskammer Hamburg gegründete Zentrum für Energie-, Wasser- und Umwelttechnik, kurz ZEWU, zog 2008 in den Neubau des Elbcampus ein. Das ZEWU bietet seit seiner Gründung praxisorientierte Beratung in Umwelt- und Klimaschutzfragen. Es ist Anlaufstelle für Bauherren, Handwerker, Planer und Betriebe aus der Metropolregion Hamburg, die eine professionelle Energieberatung wünschen. ZEWUmobil+, Energiebauzentrum und Solarzentrum Hamburg heißen die Partnerprojekte des ZEWU, die im Elbcampus ihren Sitz haben. Interessierte Besucher erhalten mit diesen Projekten neue Ideen, konkrete Hilfen durch Beratung und entscheidende Kontakte, wenn es um Fragen des Einsatzes energiesparender Technologien in ihrer Firma oder beim Hausbau geht.

## Gebäude

### Baugeschichte
Der Elbcampus wurde im südlichen Bereich der sogenannten Bahnhofslinse in Hamburg-Neuland auf einem rund 27.500 m² großen Grundstück errichtet. Für diese Fläche, auf der sich bis 1973 der Harburger Schlachthof befand, gibt es eine schwierige Planungsgeschichte, die erst durch die Idee des damaligen Chefs der Hamburger Handwerkskammer ein gutes Ende finden konnte.
Wie auch andere Hamburger Schlachthöfe in den Bezirken musste auch der Harburger Schlachthof 1973 schließen. Der Schlachtbetrieb für den Hamburger Markt wurde zentralisiert auf dem Centralschlachthof an der Sternschanze in St. Pauli. Seitdem war diese Fläche im Süden der „Bahnhofslinse“ in unmittelbarer Nähe einer Deponie eine verwilderte Brachfläche. Der Harburger Bezirksamtsleiter Jobst Fiedler (1984–1990) förderte die Idee, an der Schlachthofstraße in unmittelbarer Nähe zum großen Postamt 90 das von der TELEKOM angestrebte „Fernmeldeamt 5“ zu realisieren. Ein Architektenwettbewerb wurde 1991 ausgeschrieben. Den auf sieben Hamburger Teilnehmer beschränkten Realisierungswettbewerb „Neubau des Fernmeldeamtes 5 in Hamburg-Harburg“, gewann das Architekten-Contor Schäfer / Agather, 2. Preis Pysall-Stahrenberg & Partner, 3. Preis: Nietz, Prasch, Sigl. Eilig wurde am 18. November 1991 das notwendige Bebauungsplan-Verfahren eingeleitet. Die Bürgerbeteiligung erfolgte am 23. März 1992 und 21. März 1994.
Die Telekom jedoch entschied sich plötzlich und unerwartet für einen anderen Standort im Harburger Binnenhafen mit geringerem Flächenbedarf und als Mietobjekt. Der Grundstückskauf musste deshalb rückgängig gemacht werden, so dass die Stadt Hamburg als Grundeigentümerin wieder über die Fläche verfügen konnte. Daraufhin wurde von privaten und öffentlichen Projektentwicklern nach neuen Nutzungen und Nutzern gesucht. So wurde u. a. versucht, die ENDO-Klinik für diesen Harburger Standort zu gewinnen. Eine andere Idee bestand darin, ein festes Event-Zelt errichten zu lassen, ähnlich wie das „Buddy-Holly-Zelt“ im Hafen, heute „Theater im Hafen“. Diese Pläne zerschlugen sich.

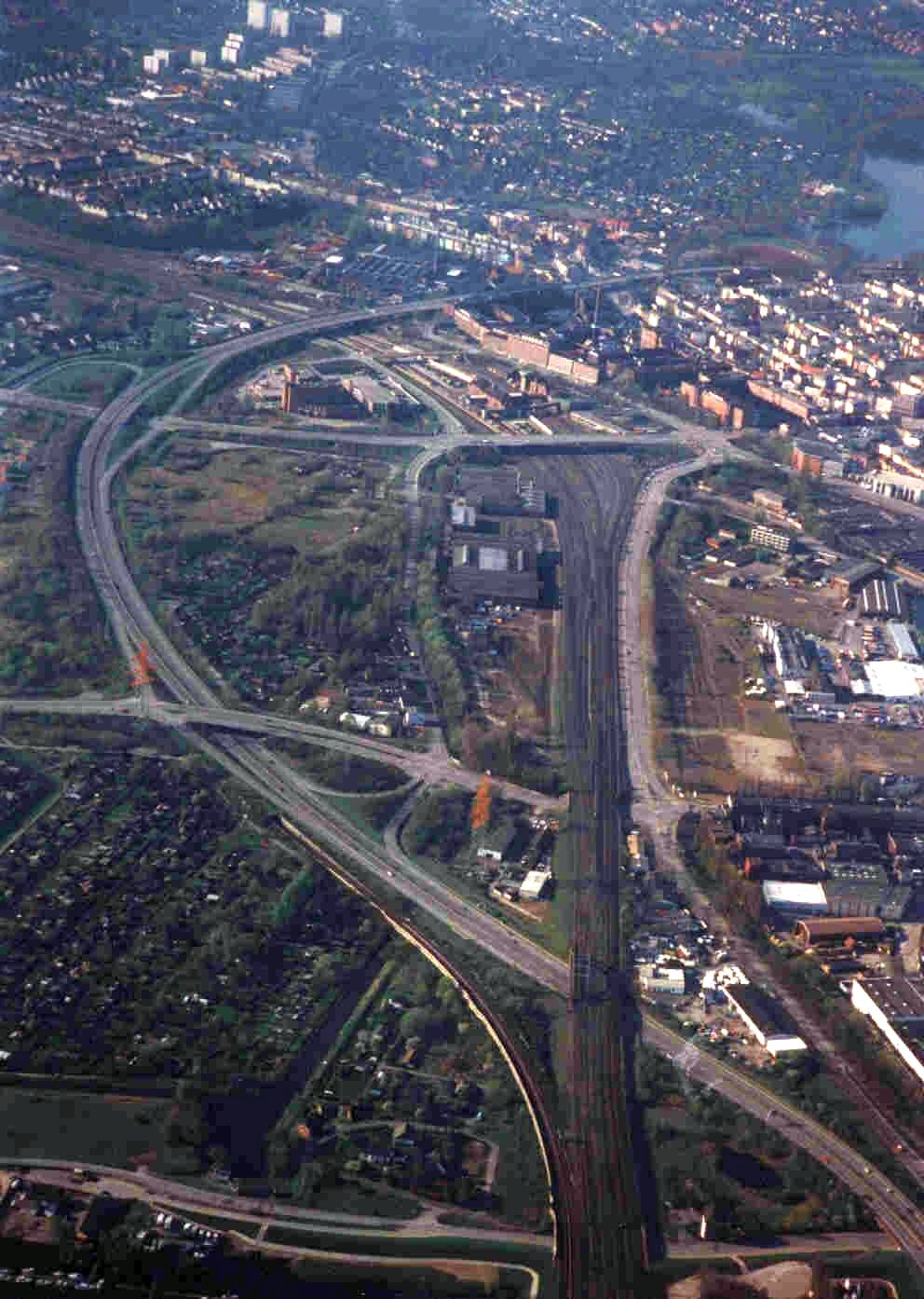
Blick aus dem Ballon 1998: Sicht auf die große noch fast unbebaute Harburger „Bahnhofslinse“

Die ungewisse Situation änderte sich erst, als Jürgen Hogeforster, Hauptgeschäftsführer der Handwerkskammer Hamburg (1983–2003) die langjährige Standortberaterin der Kammer Hella Häussler beauftragte, ihm für das geplante „Kompetenzzentrum der Handwerkskammer“ irgendwo in Hamburg ein geeignetes verkehrsgünstiges stadteigenes Grundstück für den Neubau eines „Kompetenzzentrums“ als Ersatz für die Gewerbeförderungsanstalt in Altona zu benennen. Sie empfahl nur das eine Grundstück im Süden der Bahnhofslinse. Häussler kannte die lange Planungsgeschichte der TELEKOM für den Neubau eines Fernmeldeamtes. Trotz des aufwändigen Architektenwettbewerbs war das Projekt plötzlich gescheitert und hinterließ jahrelang in Harburg eine Planungsbrache und die Enttäuschung bei Verwaltung und Politik des Bezirks. Jürgen Hogeforster als Hauptgeschäftsführer der Kammer begeisterte den damaligen Bezirksamtsleiter Bernhard Hellriegel (1998–2004) für den Neubauplan des Fortbildungszentrums des Handwerks. Seine Antwort: Das ist für den Bezirk Harburg, in dem die Technische Universität Hamburg seit 1978 ihren Sitz hat, nach der Enttäuschung durch die Telekom die richtige Nutzung für diese zentrale Einrichtung an einem perfekten verkehrsgünstig gelegenen citynahen Standort.  
In Vorbereitung auf das Bauvorhaben wurde im Dezember 2003 ein öffentlicher Architektenwettbewerb ausgelobt. 415 Büros bewarben sich, darunter viele namhafte Architekten. 26 von ihnen wurden für die Teilnahme ausgewählt, 25 reichten Beiträge ein. Alle Wettbewerbsarbeiten wurden in den Räumlichkeiten des ehemaligen Karstadtgebäudes in Altona der Öffentlichkeit präsentiert. Den 1. Preis im Architektenwettbewerb gewann das Büro PFP Prof. Friedrich & Partner aus Hamburg.
Das für das Fernmeldeamt eingeleitete Bebauungsplanverfahren wurde an die neuen Grundzüge der Planung angepasst und schon am 6. Dezember 2004 wurde der Bebauungsplan „Neuland 18-Harburg 54“ als Verordnung des Hamburger Senats festgestellt.
Im September 2005 fand die Grundsteinlegung statt und im September 2006 wurde das Richtfest gefeiert. Nach der erfolgreichen Namenssuche konnte der „ELBCAMPUS“ im September 2008 mit zahlreichen Gästen feierlich eingeweiht werden.
Der Bau wurde aus Mitteln des Bundesministeriums für Bildung und Forschung durch das Bundesinstitut für Berufsbildung, aus Mitteln des Bundesministeriums für Wirtschaft und Arbeit durch das Bundesamt für Wirtschaft und Ausfuhrkontrolle sowie aus Mitteln der Freien und Hansestadt Hamburg durch die Behörde für Bildung und Sport gefördert.

### Architektur

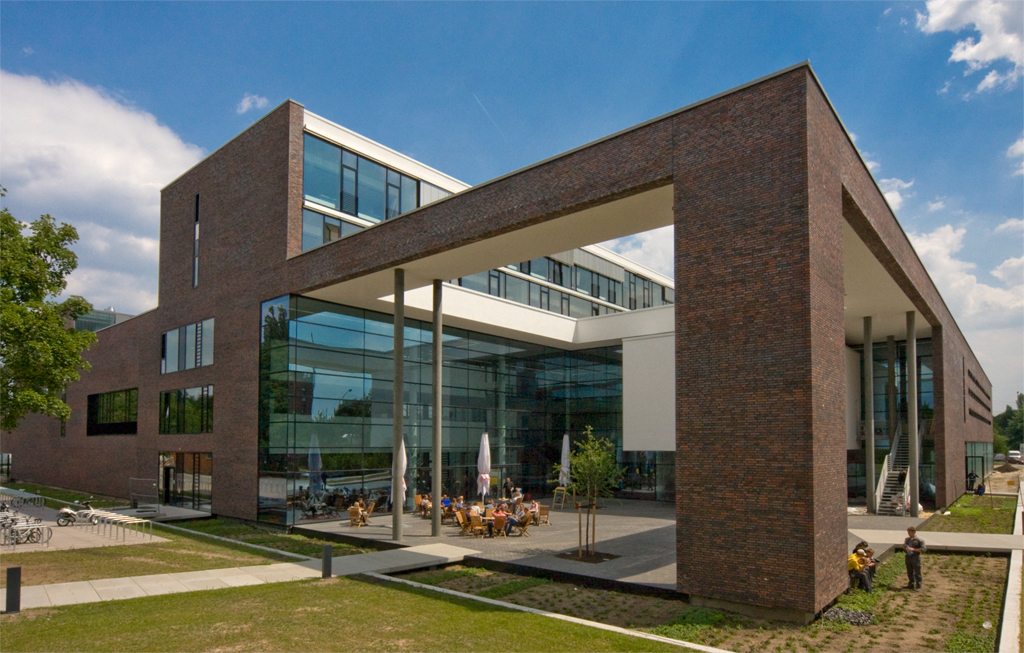
Haupteingang des Elbcampus

Der Elbcampus setzt an einem wichtigen Eingangsbereich zur Harburger Innenstadt einen städtebaulichen Akzent. Der kompakte, quadratische Baukörper ist eingebettet in einen abgesenkten Gartenkanal. Der dreigeschossige Baukörper wird durch einen zweigeschossigen Gebäuderiegel in Ost-West-Richtung erhöht. Der Gebäudekomplex hat mehrere Innenhöfe. Der Elbcampus hat eine Gesamtfläche von 23.000 m². Er ist in Stahlbetonskelettbauweise errichtet und ruht auf 580 Gründungspfählen.
Das Bauwerk erhielt folgende Auszeichnungen:
- Oktober 2008: Jahrbuch „Architektur in Hamburg“ Preisverleihung „Beste Projekte 1989 - 2008“, 1. Preis[10]
- November 2010: BDA Hamburg Architekturpreis 2010, 1. Preis[11]

### Heizbetrieb mit Eisspeicher und Gaswärmepumpe
Für den Heizbetrieb in den Wintermonaten wird im Elbcampus die Sommerwärme genutzt und umgekehrt im Sommer das Gebäude mit dem im Winter entstandenen Eis gekühlt. Grundlage für dieses System ist die Kombination aus einem großen thermischen Solar-Eisspeicher und einer Gasabsorptionswärmepumpe. Das in die Erde eingelassene, gut gedämmte Bassin fasst 150 m³ Wasser. Dieses Wasser nimmt im Sommer die überschüssige Wärme aus dem Gebäude über Wärmetauscher im Inneren des Speichers auf. Im Winter wird die im Speicher vorhandene Wärme zum Heizen genutzt. Dabei wird dem Wasser soviel Wärme entzogen, dass sich Eis bildet. Insgesamt kann man so 30–40 % mehr Wärme zum Heizen erzeugen, als wenn man Erdgas in einem Brennwertkessel direkt verbrennen würde.
Als Demonstrationsprojekt im laufenden Betrieb versorgt das System den Elbcampus allerdings nur zu einem kleinen Teil mit Kälte und Wärme, andere ebenfalls sehr effiziente Anlagen wie das Blockheizkraftwerk und die Absorptionskältemaschine sind die Hauptversorger. Im laufenden Betrieb der Anlage soll diese Technologie auf ihren Nutzen hinsichtlich einer Treibhausgas-emissionsarmen Gebäudeversorgung weiter untersucht werden.